# Nesodynerus heterochromus
Nesodynerus heterochromus är en stekelart som först beskrevs av Perkins.  Nesodynerus heterochromus ingår i släktet Nesodynerus och familjen Eumenidae. Inga underarter finns listade i Catalogue of Life.